# Finite Verbform
Als finite Verbform (Gegenbegriff: Infinite Verbform) bezeichnet man Wortformen eines Verbs, die bestimmte grammatische Merkmale ausdrücken und dies mit besonderen syntaktischen Eigenschaften verbinden. Die finiten Merkmale in der Grammatik des Deutschen sind:
- Person und Numerus (die beim Verb immer gekoppelt auftreten)
- Tempus: Präsens oder Präteritum
- Modus (Indikativ, Konjunktiv oder Imperativ)

Die besondere syntaktische Eigenschaft dieser Wortformen ist, dass nur sie ein Nominativsubjekt bei sich haben können.
Den Gegensatz dazu bilden die nicht-finiten Verbformen, im Deutschen Infinitive und Partizipien, die diese Merkmale nicht tragen (jedoch immer noch mit den grammatischen Kategorien Aktiv/Passiv oder Perfekt verbunden sein können).
Nicht alle Sprachen haben Verbformen, die Tempus oder Personen-Merkmale markieren. Die als finit anzusehenden Verbformen können daher durch andere Merkmalskombinationen als im Deutschen ausgezeichnet sein, daneben zeigen viele Sprachen von vornherein keine deutliche Finit-Infinit-Unterscheidung.

## Finitheit im Deutschen: Beispiele
Im folgenden Beispielsatz ist das Verb „fahren“ markiert als 2. Person Singular, Indikativ Präsens Aktiv:
```
„Du 
fährst
 Fahrrad.“
```

Ein unabhängiger Hauptsatz enthält im Deutschen wie in den meisten indogermanischen Sprachen mindestens ein finites Verb, neben dem eine oder mehrere infinite Verbformen vorkommen können. Beispielsweise werden die zusammengesetzten Tempusformen Plusquamperfekt, Futur I und II im Deutschen regulär durch ein finites Hilfsverb und ein infinites Vollverb gebildet.
Das finite Verb unterliegt im Deutschen besonderen Stellungsregeln, da der deutsche Hauptsatz die Form eines Verbzweitsatzes hat. Dadurch erscheint das finite Verb von den infiniten Teilen des Prädikats im selben Satz getrennt, so z. B. im folgenden Satz:
```
„Er 
hat
 bereits seine Freundin 
angerufen
.“
```

Hier ist „hat“ der finite, „angerufen“ der (einzige) infinite Prädikatsteil; beide sind voneinander getrennt und schließen den Rest des Satzes ein (im sogenannten Mittelfeld). So kommt die für den Aussagesatz und Ergänzungsfragesatz (W-Fragesatz) charakteristische Satzklammer zustande.